# Daszdawaagijn Baasandżargal
Daszdawaagijn Baasandżargal (ur. 25 lipca 1980 w Ułan Bator) – mongolska zapaśniczka w stylu wolnym. Zajęła 16. miejsce na mistrzostwach świata w 2005. Zdobyła brązowy medal mistrzostw Azji w 2005. Siódma w Pucharze Świata w 2009 roku.